# ICOMTEC
 (juillet 2023).
ICOMTEC est l'ancienne appellation de l'actuel Pôle Information-Communication de l'Institut d'administration des entreprises de Poitiers.
La vocation de l’ICOMTEC, reprise par le Pole Information-Communication, est de former les professionnels de la communication et de l'intelligence économique, c'est-à-dire des cadres capables de s’intégrer rapidement dans le monde professionnel (entreprises, collectivités locales, associations). Les formations proposées sont ainsi résolument professionnalisantes grâce à des projets professionnels, des études de cas, des travaux pratiques, une Junior Entreprise et l’intervention de professionnels.
Depuis juillet 2014, le Pôle Information-Communication est dirigé par Isabelle Hare, maître de conférences en sciences de l'information et de la communication.

## Historique
L'ICOMTEC a vu le jour en 1996 à l'initiative d'Alain Tranoy, président de l'université de Poitiers et de Jacques Debord, vice-président du Conseil d'Administration. L'université créait ainsi un institut ayant vocation à regrouper les formations consacrées à la communication, à l'intelligence économique et la création documentaire, qui existaient auparavant sur le Technopole du Futuroscope dans le département de la Vienne, en France.
L'ICOMTEC, dirigé par Christian Marcon (2007-2014), maître de conférences en sciences de l'information et la communication, chercheur en stratégies-réseaux et directeur du master Stratégie et Management de la Communication, a été rattaché à l'IAE de Poitiers au 1/1/2012, en tant que Pôle Information - Communication. La formation se déroule désormais dans les locaux de l'IAE, rue Guillaume VII le Troubadour, dans le centre-ville de Poitiers.

## Formations
- Licence Information et Communication (directeur : Camille Alloing)
- Master Stratégie et Management de la Communication (directeurs : Isabelle Hare - master 1 & Christian Marcon - master 2)
- Master Intelligence Economique et Communication Stratégique (directeurs : Mariannig Le Bechec - master 1 & Nicolas Moinet - master2), entré en 2010 au classement SMBG des meilleurs Masters.

L'ensemble des formations s'appuie sur un dispositif de professionnalisation :
- création en 2004 d'une Junior Entreprise (Junior Entreprise IAE Consultants), troisième de l'Université de Poitiers et seule à proposer des activités dans le domaine de l'intelligence économique. 
- développement de projets professionnels pérennes : Cellie (news et culture de l'intelligence économique), Trophées Com des Pros, Icom'together...
- création et animation d'un réseau de diplômés.
Les technologies numériques sont prises en compte comme un élément clé de la formation :
- salles informatiques dotées de matériel récent
- recours massif à l'environnement numérique de travail proposé par l'université de Poitiers
- pédagogie incluant la maîtrise des logiciels professionnels
- création d'un espace de formation à distance

## Service Communication

### Un projet professionnel
À travers ses formations (licence, master SMC et master IECS), à travers ses associations (Métis, Junior Entreprise, Bidupe), à travers ses acteurs (les étudiants actuels, l’administration, le corps enseignant et les intervenants extérieurs), à travers des professionnels (entreprises partenaires, commanditaires des projets professionnels, collectivités publiques, presse), le service communication est là pour communiquer sur les actions internes et externes de l'ICOMTEC.

### Historique
1996 : création de l'institut Icomtec, en remplacement de "l'Antenne  Futuroscope"
1996 : Création du DESS Intelligence économique et développement des entreprises
2004 : Passage au LMD. Le DESS devient master "Intelligence économique et communication stratégique". La maîtrise de sciences et techniques en communication devient master "Stratégie et Management de la Communication". 
2007 : rattachement à la faculté de sciences économiques de l'université de Poitiers
2012 : détachement de la faculté pour un rattachement à l'IAE de poitiers 

## Publications et recherches
À partir de 1998, l'Icomtec héberge un laboratoire de recherche en sciences de l'information et la communication, le LABCIS (Laboratoire de la Communication et de l'Information Scientifique)dirigé par Pierre Fayard. Cette équipe investit les champs de recherche de l'intelligence économique et des stratégies réseaux, encore peu explorés à l'époque. En mars 1999, l'Icomtec organise un colloque intitulé : « L'impossible formation à la communication ».
Le LABCIS a aujourd'hui disparu. En 2006, ses membres ont constitué une équipe « Intelligence économique et stratégies de communication », au sein du laboratoire CEREGE (Centre de Recherche en Gestion) de l'Université de Poitiers. Cette équipe, à l'occasion de la réorganisation du laboratoire, s'est insérée dans l'équipe OGDO dont elle constitue actuellement un axe de travail : TIERSIC (Territoire, Intelligence Economique, Réseaux, Stratégies d'Information et de Communication).
Des travaux de recherche du laboratoire résulte la publication d'une série d'ouvrages, parmi lesquels :
- La stratégie réseau. Essai de stratégie, C. Marcon & Nicolas Moinet, Éditions 00h00.com, Collection Stratégie, 2000
- Estratégia-Rede. Ensaio de Estratégia, C. Marcon & N. Moinet, Editora da Universidade de Caxias do Sul, Coleção Estratégia, Brésil, 2002
- Les batailles secrètes de la science et de la technologie (Gemplus et autres énigmes), N. Moinet, Éditions Lavauzelle, Collection Renseignement & Guerre secrète, 2003
- Comprendre et appliquer Sun Tsu, P. Fayard, Éditions Dunod, Collection Efficacité professionnelle, 2004
- Développez et activez vos réseaux relationnels, C. Marcon & N. Moinet, Éditions Dunod, Collection Efficacité professionnelle, 2004
- L’intelligence économique, C. Marcon & Nicolas Moinet, Éditions Dunod, Collection Topos, 2006
- Développez et activez vos réseaux relationnels. 2e édition revue et augmentée, C. Marcon & N. Moinet, Éditions Dunod, Collection Efficacité professionnelle, 2007
- Le réveil du samouraï, Pierre Fayard, Éditions Dunod, 2007
- Petite histoire de l'intelligence économique : une innovation « à la française », N. Moinet, Éditions L'Harmattan, 2010
- L'intelligence économique, C. Marcon & N. Moinet, 2e édition, Éditions Dunod, septembre 2011
- La recherche française en intelligence économique, C. Marcon, Editions L'Harmattan, septembre 2014

## Vie étudiante

### Junior Entreprise
Créée en mars 2004, JEIC était la Junior-Entreprise de l’ICOMTEC, dont l'acronyme signifiait junior entreprise icomtec consultant. En raison du rattachement de l’ICOMTEC à l’IAE de Poitiers, JEIC devient la J.E. de l’IAE. Une Junior-Entreprise est une association loi de 1901 à but non lucratif et à vocation pédagogique et économique. Sa mission est de mettre en relation des entreprises, associations, collectivités ou institutions exprimants un besoin, et les étudiants de l’IAE. Ces derniers réalisent une mission indemnisée et acquièrent une expérience professionnelle significative et à plus-value pédagogique. Le siège social de JEIC se situe à l’IAE de Poitiers, 20 rue Guillaume VII le Troubadour, 86022 Poitiers.

### Webradio
En 2011, la webradio Micro'ondes a été lancée par les étudiants et diffuse des nouvelles pour les étudiants